# Hunédzser
Az angol kifejezés a twentysomething, amely valamilyen módon a tini és a huszonéves összepárosítására tesz kísérletet. A magyar fordítás a hangtani szójátékot próbálja megőrizni. A nyugati társadalmak egymást követő generációiról régóta hallani, mindenki ismeri a "nagy generáció" kifejezést. A twenager fogalom születéséről olvashatunk a 'The great showdown' című írásban, amely a  Sydney Morning Herald  2003. szeptember 20.-i számában jelent meg. 
A hunédzser nem keverendő össze a kortárs angolszász szociológia másik népszerű fogalmával a tinédzserrel, amelyet a kamaszkor előrehozatalára vezettek be, tehát arra a jelenségre, hogy 10-12 évesek is kamaszosan viselkednek. A hunédzser (twentysomething) fogalmát az „ideáltipikus huszonéves” világa kapcsán szokták emlegetni a különböző szociológusok.
A nyugati társadalmakat a fiatalosság imázsai után az „infantilizáció” jelenségei árasztják el, egyértelmű jeleként annak, hogy az ifjúság már nemcsak a megújulásra való képesség, a lázadás, vagy a vitalitás „szimbóluma”, hanem a modern világ egyenrangú elszenvedője és alakítója is egyben. A fejlett kapitalista országok „ifjúságszociológiai” szakirodalma egészen új fogalmaktól hangos – a napjainkban lezajló mélyebb társadalmi átalakulások biztos jeleként.

## Rajongók
Az egyre népszerűbb „kidult” kategóriája mögött megpillanthatjuk azokat akik „a gyerekes zenék rajongói, a Harry Potter felnőtt olvasói”. A zenecsatornák klipvilágában megjelenik a Barbie-díszlet, a gyerekes öltözék, az „óvodás” viselkedés. Az új korszak szexuális szimbólumai jól fejlett huszonévesek (átlagos lányok a sarki irodából) (Mary, 1999), akik saját „infantilizmusukból” álomvilágot kreálnak, emberivé maszkírozva nihilizmusukat, kiéltségüket, szexizmusukat, kilátástalanságukat. Christopher Noxon szerint egyre többen döntenek úgy: „Nem akarok felnőni!”. S éppen ennek köszönhető azoknak a 18-35 éveseknek a tábora, „akikről saját belső gyermeki énjük gondoskodik”. 
Egy másik népszerű szociológus az „adultolescent”, vagyis a „felnőtt kamaszkor” áldozatait említi, akik 20-30 évesen is otthon laknak, és a szüleik érzelmi, vagy anyagi támogatására és pátyolgatására szorulnak. 
A „juvenilizáció” C Danesi által feltárt jelensége pedig azokra a még ennél is idősebbekre vonatkozik, akik saját életük kiüresedése kapcsán fordulnak fiatalabb koruk emlékeihez.
Ebben a közegben élnek a „hunédzserek”, akik – Kiss Viktor tanulmánya szerint – „annak az ellentmondásos helyzetnek a foglyai, hogy a társadalom és saját elvárásaik egyszerre kényszerítik őket a felnőtt életre, miközben az intézmények és szocializációs mechanizmusaik révén a kamaszkorhoz és annak jelenségeihez kapcsolják életvitelüket – a mai felnőttek világába számukra nem lehetséges a teljes integrálódás. A »hunédzser ideológiák« tulajdonképpen azok a »divatos« gondolatok és elképzelések, amelyeknek nevében a fiatal úrrá próbál lenni ezen a szituáción – eközben megkísérli saját »ellentmondásos« helyzetét »pozitívnak« látni.”
Mindennek „prototípusa” talán mindenképpen az amerikai (és más úgynevezett középosztályi társadalmakbeli) nagy egyetemvárosokba („univercity”) tömörülő többezres vagy tízezres diákcsoportok elzárt világa. Ezek a „virtuális társadalmak” – ahogyan azt Manning, Robert megfogalmazza – sajátos belső mechanizmusokkal bírnak, s ezek elsődleges jellemzője, hogy ideológiailag a legmodernebbnek és leghaladóbbnak tartott dolgok és normák köré épülnek. A legújabb számítógépek, mobiltelefonok, „legmenőbb” öltözékek, hobbik egy majdani sikeres élet kellékeként tűnnek fel, amelyek nélkül még megfelelő társra sem találhat az egyén. Ismerkedni a videochaten vagy a megfelelő egyetemi színtereken javasolt azok számára, akik problémamentes „modern” társra vágynak. Az egyetemvárosok elzárt világa azt sugallja, hogy létezik egy valóság felett lebegő pszeudo-világ, amelyben úgy is élhető az élet, hogy a valódi világ problémái meg sem érintenek.
A modern ifjúságszociológiában általános jelenség, hogy kulcsfogalmak a publicisztika világából kerülnek be a köztudatba; nem történik másként ezzel a fogalommal sem.